# Elaver crocota
Elaver crocota är en spindelart som först beskrevs av O. Pickard-Cambridge 1896.  Elaver crocota ingår i släktet Elaver och familjen säckspindlar. Inga underarter finns listade i Catalogue of Life.